# 真禅寺 (葛飾区)
真禅寺（しんぜんじ）は、東京都葛飾区にある臨済宗妙心寺派の寺院。

## 歴史
天珪仁秀によって、実質的に開山された。1691年（元禄4年）、天珪仁秀は箱根温泉で武蔵国葛飾郡木下川村（現・東京都墨田区東墨田）の住人に出会い、隣村に廃寺があるという話を聞いた。そして実際に現地に赴き、廃寺を修復して寺を再興した。これが当寺の起源である。
1695年（元禄8年）には、土地を購入して妙心寺を本山とする正式な寺院として整備し、幕府より租税の免除も認められた。天珪仁秀は開山を師の盤珪永琢とし、開基を父の山内俊満（故人）とした。
当寺の寺宝には、盤珪永琢ゆかりの品々、天珪仁秀の両親である山内俊満夫妻の位牌や木像などがある。また天珪仁秀が開山する以前の廃寺時代から安置されていた閻魔王と奪衣婆の像もある。

## 交通アクセス
- 京成立石駅より徒歩13分（経路案内）。